# Amparo Guillén
Amparo Guillén là một nữ diễn viên người Ecuador. Vai diễn được biết đến nhiều nhất của cô là Lupita, mẹ của gia đình Vera trong bộ phim sitcom ở Ecuador, Mis adorables entenados.

## Tiểu sử
Guillén quan tâm đến ca hát và diễn xuất từ nhỏ và năm 23 tuổi bắt đầu sự nghiệp trong lĩnh vực này bằng cách tham gia một nhóm kịch. Cô ra mắt với tư cách là một nữ diễn viên truyền hình trong bộ phim truyền hình Ecuavisa Telenovela por amor propio.

### Mis adorables entenados
Là thành viên của nhóm kịch La Mueca, Guillén đã gặp và kết bạn với các diễn viên Oswaldo Segura, Sandra Pareja, Héctor Garzón và Andrés Garzón và Richard Barker (actor). Cùng nhau, họ biểu diễn trong các sản phẩm sân khấu Mis adorables entenados Vida và Mis adorables entenados vào năm 1988. Năm sau, Nepavisa đưa sản phẩm lên truyền hình và Guillén đóng vai mẹ của gia đình cùng tên Vera, người đã đấu tranh để nuôi dạy con riêng. Guillén tham gia toàn bộ loạt phim, từ 1989 đến 1991. Năm 2016, cô đã có cuộc hội ngộ với các diễn viên còn lại ở Ecuador và Hoa Kỳ.

### Cuộc sống cá nhân
Amparo Guillén bị tấn công tình dục ở tuổi sáu và mười bốn, khiến cô rơi vào tình trạng lạm dụng chất gây nghiện trong 21 năm tiếp theo của cuộc đời. Guillén giữ bí mật nghiện của mình, nhưng đạt đến một cuộc khủng hoảng khi cô gửi con gái mình, sau đó chín tuổi, du học tại Mỹ. Cô đã tìm kiếm sự giúp đỡ và, ở tuổi 41, đã đánh bại chứng nghiện của mình và bây giờ nói chuyện công khai với những người trẻ tuổi về sự nguy hiểm của lạm dụng chất gây nghiện.

## Trích dẫn
1. 1 2  "AMPARO GUILLÉN: "Se llega al alcohol y las drogas por la familia"". Revista Vive (bằng tiếng Tây Ban Nha). ngày 13 tháng 8 năm 2015. Truy cập ngày 17 tháng 6 năm 2018.
2. ↑  "Mis adorables entenados vuelve al teatro después de 28 años". El Telégrafo (bằng tiếng Tây Ban Nha). ngày 31 tháng 3 năm 2016. Truy cập ngày 17 tháng 6 năm 2018.